# Лисиченська сільська рада (Славутський район)
Лиси́ченська сільська́ ра́да — адміністративно-територіальна одиниця та орган місцевого самоврядування у Славутському районі Хмельницької області. Адміністративний центр — село Лисиче.

## Загальні відомості
Лисиченська сільська рада утворена в 1960 році.
- Територія ради: 34,45 км²
- Населення ради: 752 особи (станом на 2001 рік)

## Населені пункти
Сільській раді підпорядковані населені пункти:
- с. Лисиче
- с. Дідова Гора
- с. Потереба

## Склад ради
Рада складається з 12 депутатів та голови.
- Голова ради: Ковальчук Григорій Григорович
- Секретар ради: Самчук Василь Маркович

### Керівний склад попередніх скликань
| Прізвище, ім'я, по батькові   | Основні відомості                                                                                              | Дата обрання | Дата звільнення |
| ----------------------------- | --- | ------------ | --------------- |
| Базан Любов Михайлівна        | Сільський голова, 1965 року народження, член Всеукраїнського об'єднання «Батьківщина»                          | 26.03.2006   | 31.10.2010      |
| Ковальчук Григорій Григорович | Сільський голова, 1966 року народження, освіта незакінчена вища, член Партії регіонів                          | 31.10.2010   | 25.10.2015      |
| Ковальчук Григорій Григорович | Сільський голова, 1966 року народження, освіта вища, безпартійний, від політичної партії «За конкретні справи» | 25.10.2015   |                 |

Примітка: таблиця складена за даними сайту Верховної Ради України та ЦВК

### Депутати VII скликання
За результатами місцевих виборів 2015 року депутатами ради стали:

#### За суб'єктами висування
| Суб'єкт висування | Кількість обраних депутатів | %      |
| ----------------- | --------------------------- | ------ |
| Самовисування     | 12                          | 100.00 |

#### За округами
| № округу | Прізвище, ім'я, по батькові     | Ким висунуто  | Дата нар.  | Освіта              | Партійна приналежність | Відомості                                     |
| -------- | ------------------------------- | ------------- | ---------- | ------------------- | ---------------------- | --------------------------------------------- |
| 1        | Базан Сергій Олександрович      | Самовисування | 29.08.1964 | професійно-технічна | безпартійний           | Хмельницька АЕС, токар                        |
| 2        | Охріменко Людмила Леонідівна    | Самовисування | 27.08.1968 | вища                | безпартійна            | Лисиченський НВК, вчитель                     |
| 3        | Оксенчук Тетяна Сергіївна       | Самовисування | 07.02.1973 | вища                | безпартійна            | Лисиченський НВК, вчитель                     |
| 4        | Кордяк Тетяна Іванівна          | Самовисування | 25.08.1967 | професійно-технічна | безпартійна            | СЛКП «Гай», бухгалтер                         |
| 5        | Троцюк Юрій Васильович          | Самовисування | 12.10.1982 | професійно-технічна | безпартійний           | Державна Пожежна Рятувальна частина, пожежник |
| 6        | Яковчук Тарас Вікторович        | Самовисування | 06.01.1991 | загальна середня    | безпартійний           | Військова частина 303, військовослужбовець    |
| 7        | Лелях Таміла Володимирівна      | Самовисування | 06.01.1965 | професійно-технічна | безпартійна            | Лисиченська сільська рада, головний бухгалтер |
| 8        | Ковальчук Раїса Сергіївна       | Самовисування | 22.02.1970 | вища                | безпартійна            | Лисиченський НВК, вчитель                     |
| 9        | Демедюк Людмила Іванівна        | Самовисування | 01.01.1971 | професійно-технічна | безпартійна            | Лисиченський клуб, завклуб                    |
| 10       | Матвійчук Наталія Григорівна    | Самовисування | 09.06.1976 | вища                | безпартійна            | тимчасово не працює                           |
| 11       | Улянський Олександр Миколайович | Самовисування | 04.11.1962 | загальна середня    | безпартійний           | тимчасово не працює                           |
| 12       | Самчук Василь Маркович          | Самовисування | 15.10.1985 | вища                | безпартійний           | Лисиченська сільська рада, секретар           |

### Депутати VI скликання
За результатами місцевих виборів 2010 року депутатами ради стали:

#### За суб'єктами висування
| Суб'єкт висування              | Кількість обраних депутатів | %    |
| ------------------------------ | --------------------------- | ---- |
| Самовисування                  | 8                           | 57,1 |
| Комуністична партія України    | 4                           | 28,6 |
| Народна партія                 | 1                           | 7,1  |
| Політична партія «За Україну!» | 1                           | 7,1  |

#### За округами
| № округу                       | Прізвище, ім'я, по батькові   | Дата визнання обраним | Освіта             | Партійна приналежність                        | Відомості про обраного депутата                         |
| ------------------------------ | ----------------------------- | --------------------- | ------------------ | --------------------------------------------- | ------------------------------------------------------- |
| Комуністична партія України    |                               |                       |                    |                                               |                                                         |
| 2                              | Дорош Павло Якович            | 01.11.2010            | середня спеціальна | позапартійний                                 | м. Нетішин ХАЕС, монтажник-кабельщик                    |
| 3                              | Смолій Сергій Васильович      | 01.11.2010            | вища               | позапартійний                                 | тимчасово не працює                                     |
| 6                              | Троцюк Іван Феодосійович      | 01.11.2010            | середня спеціальна | позапартійний                                 | пенсіонер                                               |
| 7                              | Гажаман Наталія Олександрівна | 01.11.2010            | середня спеціальна | позапартійна                                  | Лисиченська загальноосвітня школа, кухар                |
| Народна Партія                 |                               |                       |                    |                                               |                                                         |
| 12                             | Ковальчук Петро Корнійович    | 01.11.2010            | середня спеціальна | член Народної партії                          | пенсіонер                                               |
| Політична партія «За Україну!» |                               |                       |                    |                                               |                                                         |
| 1                              | Кравчук Любов Іванівна        | 01.11.2010            | вища               | позапартійна                                  | тимчасово не працює                                     |
| Самовисування                  |                               |                       |                    |                                               |                                                         |
| 4                              | Самчук Лариса Вікторівна      | 01.11.2010            | середня спеціальна | позапартійна                                  | ПП Рубас, продавець                                     |
| 5                              | Базан Петро Миколайович       | 01.11.2010            | середня спеціальна | позапартійний                                 | СЛКП «Гай», лісник                                      |
| 8                              | Базан Григорій Григорович     | 01.11.2010            | середня спеціальна | позапартійний                                 | пенсіонер                                               |
| 9                              | Лелях Таміла Володимирівна    | 01.11.2010            | середня спеціальна | позапартійна                                  | Лисиченська сільська рада, головний бухгалтер           |
| 10                             | Самчук Василь Маркович        | 01.11.2010            | вища               | позапартійний                                 | Лисиченська сільська рада, секретар                     |
| 11                             | Українець Наталія Анатоліївна | 01.11.2010            | середня спеціальна | позапартійна                                  | фельдшерсько-акушерський пункт с. Лисиче, завідувач ФАП |
| 13                             | Кордяк Тетяна Іванівна        | 01.11.2010            | середня спеціальна | член Всеукраїнського об'єднання «Батьківщина» | СЛКП «Гай», бухгалтер                                   |
| 14                             | Джур Вікторія Юріївна         | 01.11.2010            | середня            | позапартійна                                  | тимчасово не працює                                     |

## Господарська діяльність
Основним видом господарської діяльності сільської ради є сільськогосподарське виробництво. Воно складається з фермерського господарства «Серпанок» ТОВ «Грін. Ленд. Славута» і індивідуальних селянських (фермерських) господарств. Основним видом сільськогосподарської діяльності є вирощування зернових культур, допоміжним — виробництво м'ясо-молочної продукції і овочевих культур.

## Населення
Згідно з переписом УРСР 1989 року чисельність наявного населення сільської ради становила 972 особи, з яких 430 чоловіків та 542 жінки.
За переписом населення України 2001 року в сільській раді мешкало 747 осіб.

### Мова
Розподіл населення за рідною мовою за даними перепису 2001 року:
| Мова       | Відсоток |
| ---------- | -------- |
| українська | 98,40 %  |
| російська  | 1,46 %   |
| білоруська | 0,13 %   |